# Gibraltar Music Festival
El Gibraltar Music Festival, (GMF) conegut a partir del 2017 com a MTV Presents Gibraltar Calling, és un festival de música pop anual al territori britànic d'ultramar de Gibraltar.
El Ministeri de Cultura del Govern de Gibraltar va confirmar el 10 d'agost de 2012 que l'acte inaugural se celebraria el 8 de setembre de 2012 al Victoria Estadium. El primer festival va tenir com a protagonista una artista britànica, Jessie J. La resta de la composició consistia en Ali Campbell, d'UB40, i les bandes locals Noiz i Jetstream.
Les entrades per a l'esdeveniment es venien a 30 lliures per entrada general de peu, 50 £ per seients sense reserves i 100 £ per entrada VIP. Estaven disponibles en línia, en botigues locals i d'Espanya. Hi havia entrades gratuïtes per a menors de 12 anys acompanyats d'un adult amb bitllet. El festival és un esdeveniment anual.
L'esdeveniment està organitzat pel Govern de Gibraltar en el marc de les celebracions que es duen a terme fins a la Diada Nacional de Gibraltar. El festival de música és el més gran que se celebra en La Roca. L'edició del GMF 2016 també va introduir una important oferta de comèdia, teatre i dansa complementària als concerts massius.
El Govern de Gibraltar va decidir el 2017 associar-se amb MTV UK per dirigir el festival i el va tornar a anomenar MTV Presents Gibraltar Calling. Després de la venda del Victoria Stadium a la Gibraltar Football Association, es va posar en dubte el futur del festival a la seva seu actual.

## Seguretat
Des de l'edició de 2015 fins a la de 2019 s'han seguit una sèrie de mesures de seguretat per evitar atemptats durant la celebració del festival, ja que Gibraltar declarà un nivell d'alerta 3 sobre una escala de cinc. Les autoritats avisaren els assistents que s'havien d'acostumar a veure més nombre de policies uniformats i demanaren col·laboració en cas de veure actituds sospitoses.

## Cartells
- 2012 - Jessie J com a artista principal; La resta d'actuacions consistí en Ali Campbell d'UB40, Jetstream. Es vengueren 12.000 tiquets.
- 2013 - Emeli Sandé, Olly Murs, 10cc, Gabrielle Aplin, Texas (banda), Level 42, Lawson (banda), La Oreja de Van Gogh, Afterhours (banda), The Propellers, Bank, Guy Valarino, April
- 2014 - Rita Ora com a atracció principal, The Script, John Newman (singer), James Arthur (singer), Ella Eyre, Maxi Priest, Roger Hodgson (antic membre de Supertramp), Tony Hadley, Jetstream, Headwires, Orfila, Adrian Pisarello, Georgia Thirsting, April.
- 2015 - Kings of Leon, Duran Duran, Madness, Kaiser Chiefs, Little Mix, OMI (singer), Paloma Faith, Tom Odell, The Feeling, James Bay (singer), Ella Henderson, Lawson (banda), Third World (banda), Estopa, Hudson Taylor (musician), Union J, Rae Morris, Afterhours (banda), Dub Colossus, Reach, Strange Brew, This Side Up, Guy Valarino, Headwires, Dead City Radio, Tim Garcia, Paddy Taylor, Karma 13, SuperWookie, Jeremy Perez, Tom Stott, Kr, April
- 2016 - Stereophonics, Bryan Ferry, Ne-Yo, Jess Glynne, Rosario Flores, All Saints (grup), The Vamps, KT Tunstall, Los Secretos, Foxes (singer), Nathan Sykes, Toploader, 99 Souls, Concept (banda), The Second Sons, Jetstream, Frontiers, April, Dead City Radio, Travis (banda), Europe (banda), Zara Larsson, Jeremy Loops, Lawrence Taylor & Enkalomaos, Heather Small, The Fratellis, Paul Young, Tiggs Da Author, Jake Isaac, Macka B & the Roots Ragga Band, [The Age Of LUNA, Dan Owen, Passport to Stockholm, The Modern Strangers Juan Zelada, Sam Brookes, Leo Napier, Gabriel Angel Moreno + Friends, Olcay Bayir, ORFILA, Nadia Álvarez, Anna McLuckie Music, Georgia Thursting Music, Cais, Lucinda Sieger Music, Ale Victoria, Kristian Celecia, Layla Bugeja, Ethan Rocca.
- 2017 - Ricky Martin, Fatboy Slim, Charli XCX, Years & Years, The Vaccines, Craig David, Steve Aoki, Clean Bandit, Bananarama, Black Box (banda), Glen Matlock, Go West (banda), Midge Ure, Village People, Tinie Tempah, The Amazons (banda), Bastille (banda), Kaiser Chiefs, Hinds (banda), Jonas Blue, Rozalla, Afterhours, Angelwings, Come In Leon, Jetstream, Reach, The Layla Rose Band, The Undesirables 141, R3wire & Varski
- 2018 - Stormzy, Rita Ora, Rag'n'Bone Man, Two Door Cinema Club, Texas, Scouting For Girls, America, Albert Hammond Jr., Suzi Quatro, The Boomtown Rats, Sister Sledge, Bad Manners, Girli, Angelwings, April, Dead City Radio, GLOW Gib i JETSTREAM
- 2019 - TAKE THAT, Tom Walker (singer), Liam Gallagher, Lighthouse Family, Enrique Iglesias, Goldierocks, King Calaway, Mel C
- 2020 - Cancel·lat per la pandèmia per coronavirus.[5]

## Altres Festivals a Gibraltar
- Gibraltar World Music Festival[6]
- Gibraltar Jazz Festival[7]
- Gibraltar Festival for Young Musicians (Gib FYM).[8]
- Literary Festival des de 2012. Hi ha recitacions, debats, musica acompanyant poesia i música sola.[9]